# Pizzetta

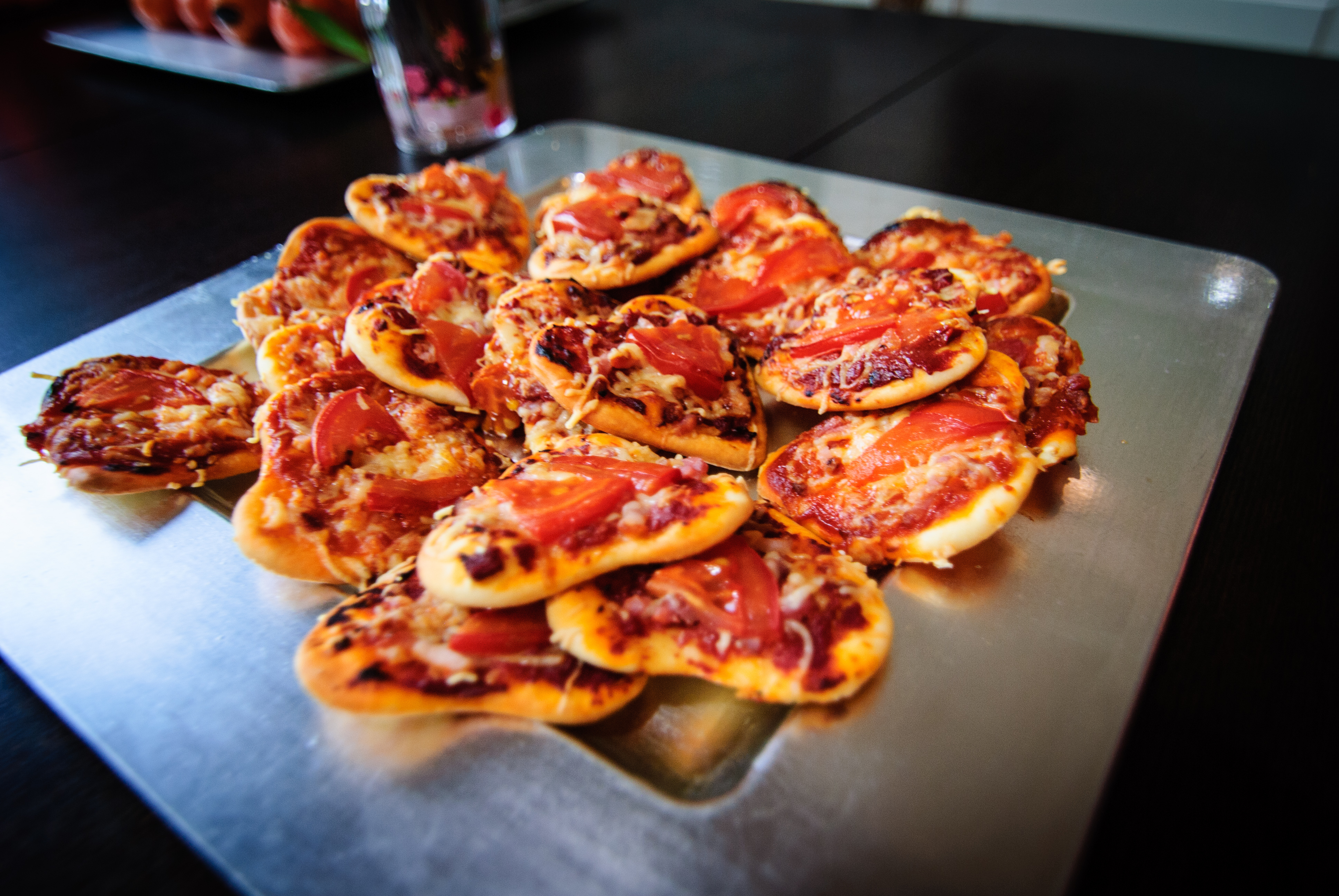
Pizzette en forme de cœur.

Une pizzetta (au pluriel : pizzette) est une petite pizza pouvant être considérée comme un hors-d'œuvre d'un diamètre d’environ huit centimètres, ou bien comme une petite pizza pour une personne.

## Préparation
La pizzetta se prépare généralement de la même manière que les pizzas de plus grande taille, avec de la pâte, de la sauce, du fromage et diverses garnitures,. Elle est parfois préparée sans sauce, ou encore avec du pain sans levain ou une pâte feuilletée comme base. Des herbes aromatiques et des légumes peuvent être ajoutés après la cuisson de la pizzetta.

## Service
La pizzetta peut être servie comme hors-d’œuvre, en-cas ou repas léger,. Elle peut être accompagnée d'un vin,.

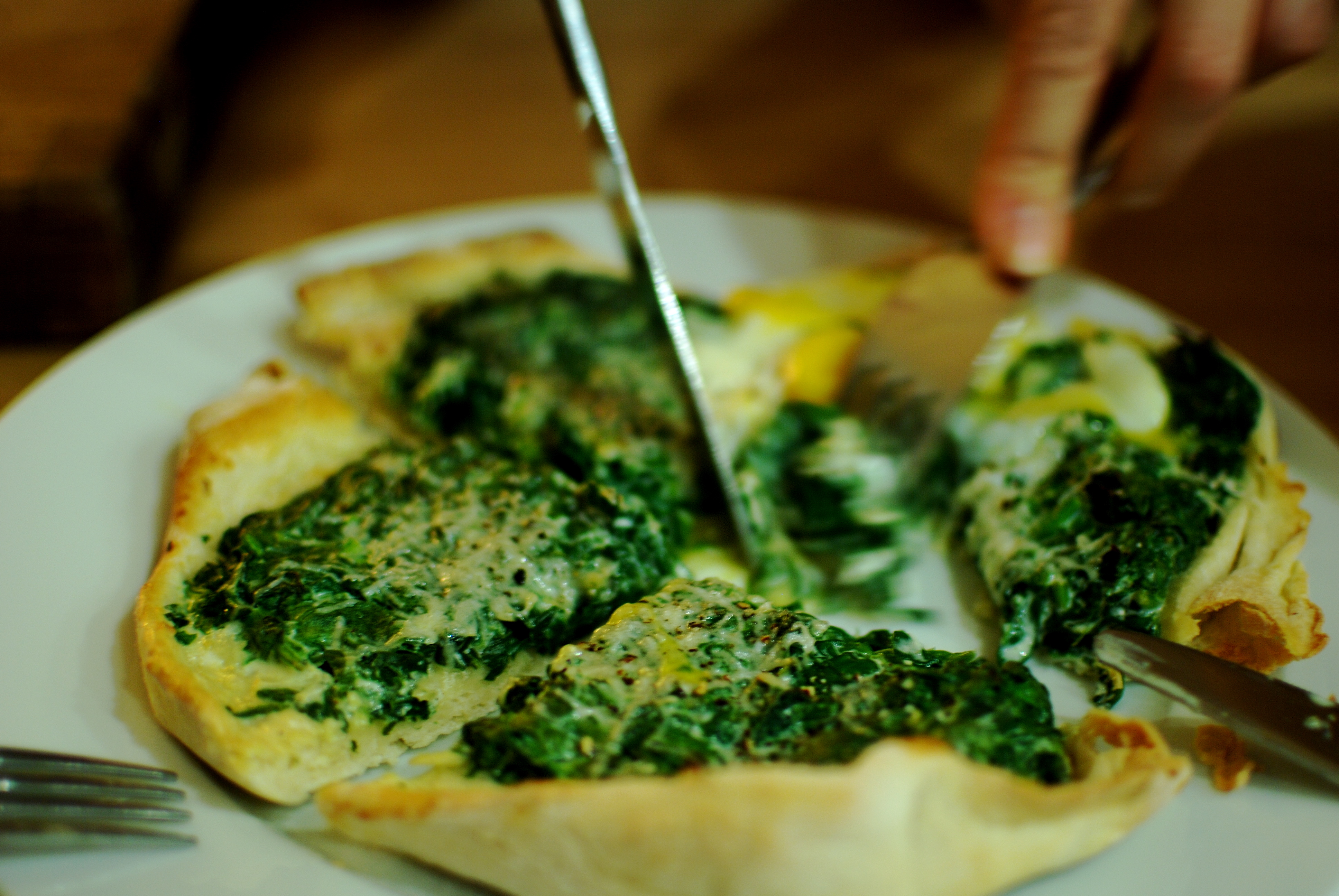
Pizzetta.
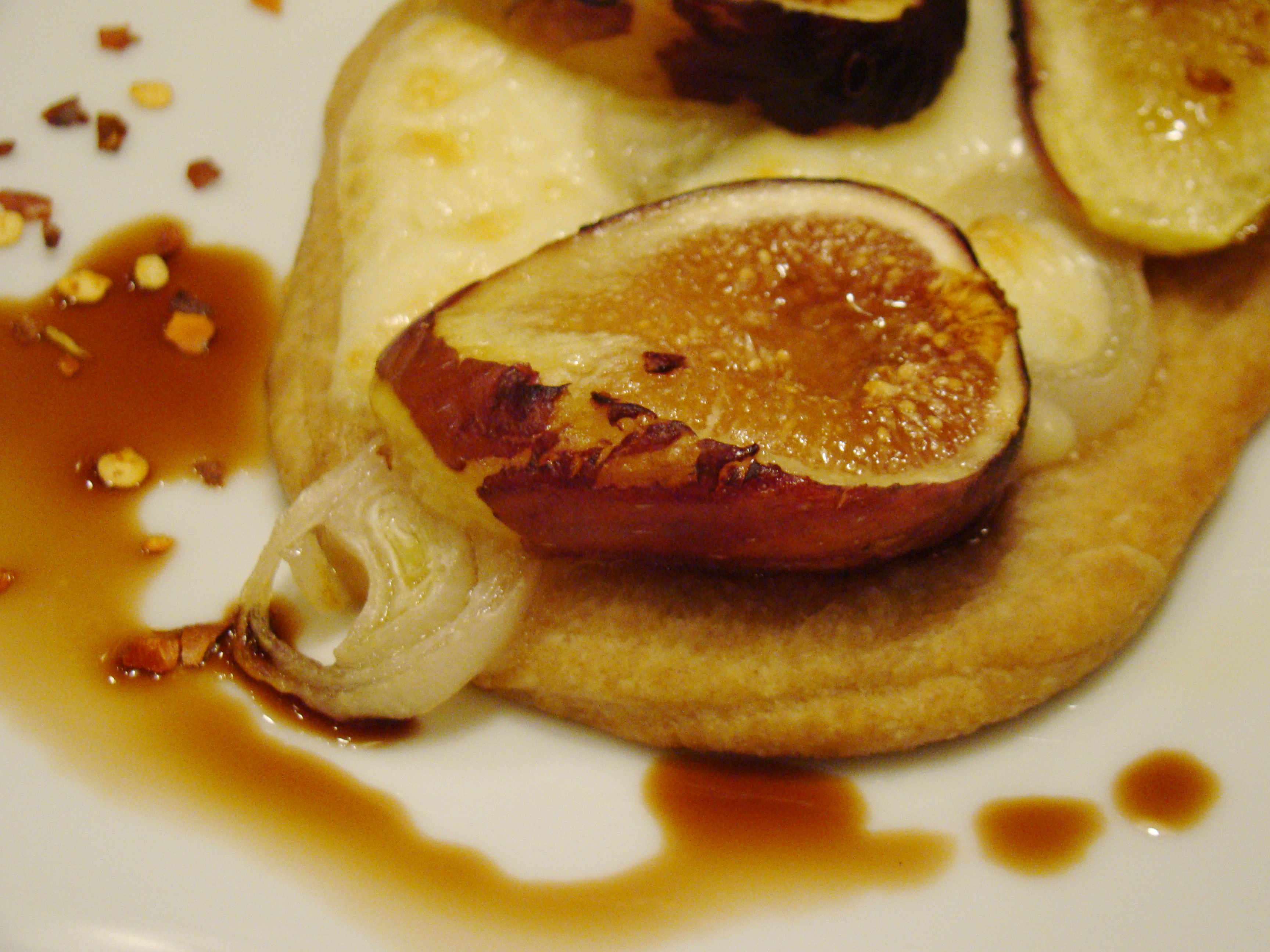
Une pizzetta aux figues et à l'échalote avec du vinaigre balsamique.
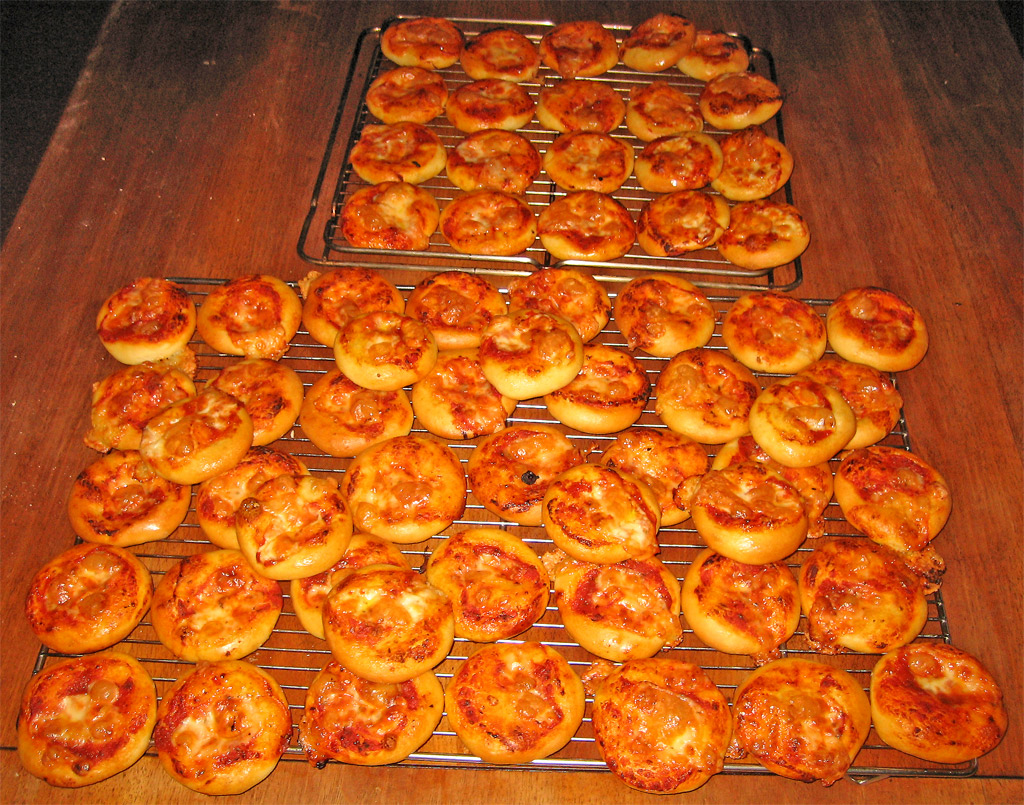
Pizzette.

## Voir également